# Ahmose-Meritamon
Ahmose-Meritamon is een koningin uit het Nieuwe Rijk.

## Etymologie
De naam van deze koningin betekent "Kind van de Maan, Geliefde van Amon".

## Biografie
Ahmose-Meritamon was de koningsdochter van Ahmose I en Ahmose-Nefertari. Zij werd de grote koninklijke vrouwe van haar broer Amenhotep I, farao van het oude Egypte in de achttiende dynastie.
Haar stoffelijk overschot werd aangetroffen in Deir el-Bahri, waar het opnieuw zou zijn ingewikkeld en begraven door priesters nadat die het oorspronkelijke graf vernietigd en geplunderd hadden aangetroffen. Ahmose-Meritamon schijnt overleden toen zij vooraan in de dertig was. Er zijn aanwijzingen van artritis en scoliose gevonden.
Een kalkstenen standbeeld van de koningin werd door Giovanni Belzoni gevonden, toen deze in 1817 in Karnak aan het werk was.
De kolossale buste van Ahmose-Meritamon, draagt een pruik die gevormd is naar de stijl die met Hathor wordt geassocieerd. Deze bevindt zich in het British Museum.

### Titels
Haar titels waren die van Grote koninklijke vrouwe, Koningsdochter, Koningszuster, en Godsvrouw.

## Galerij

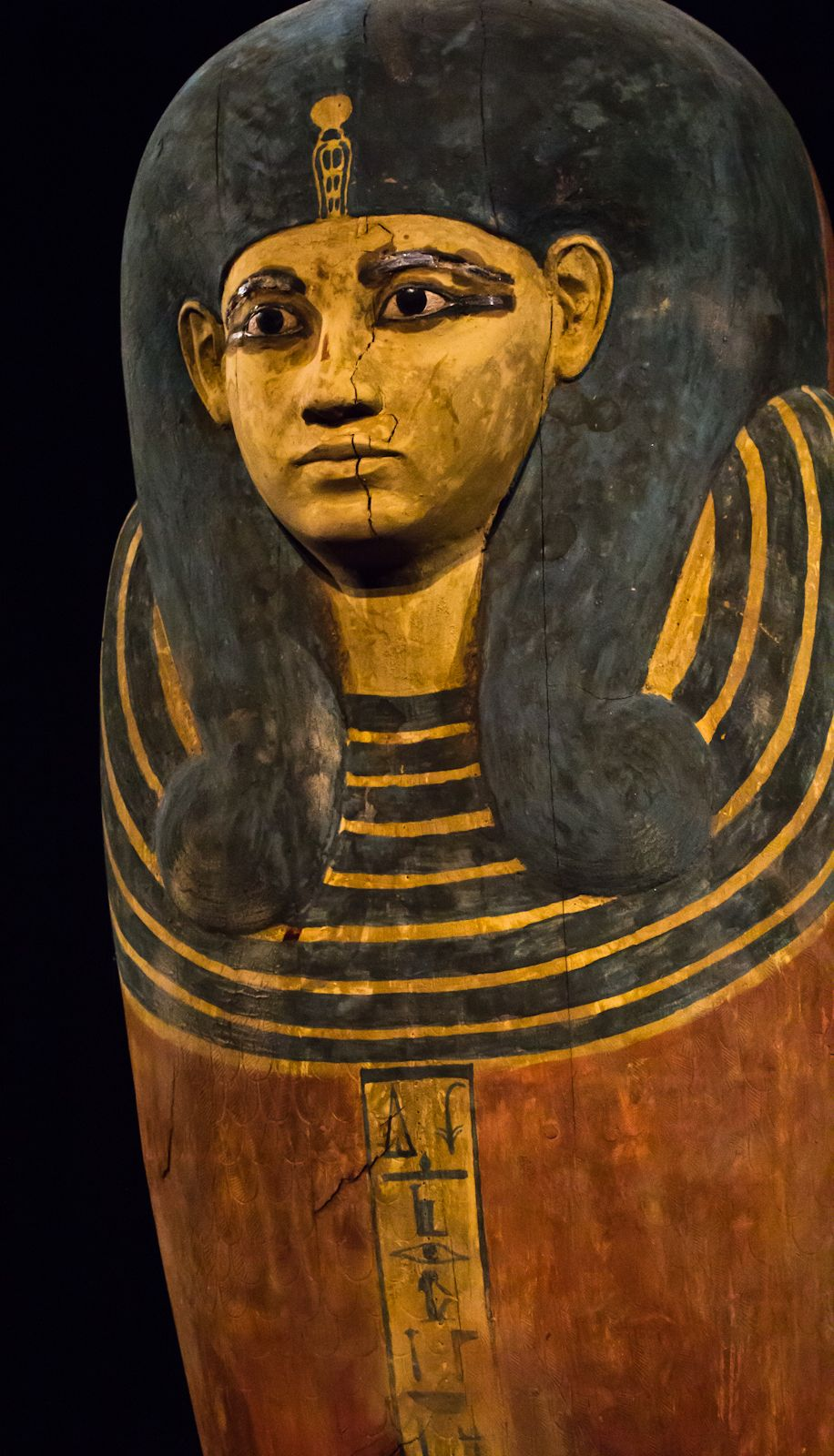
Binnenste kist van Ahmose-Meritamon
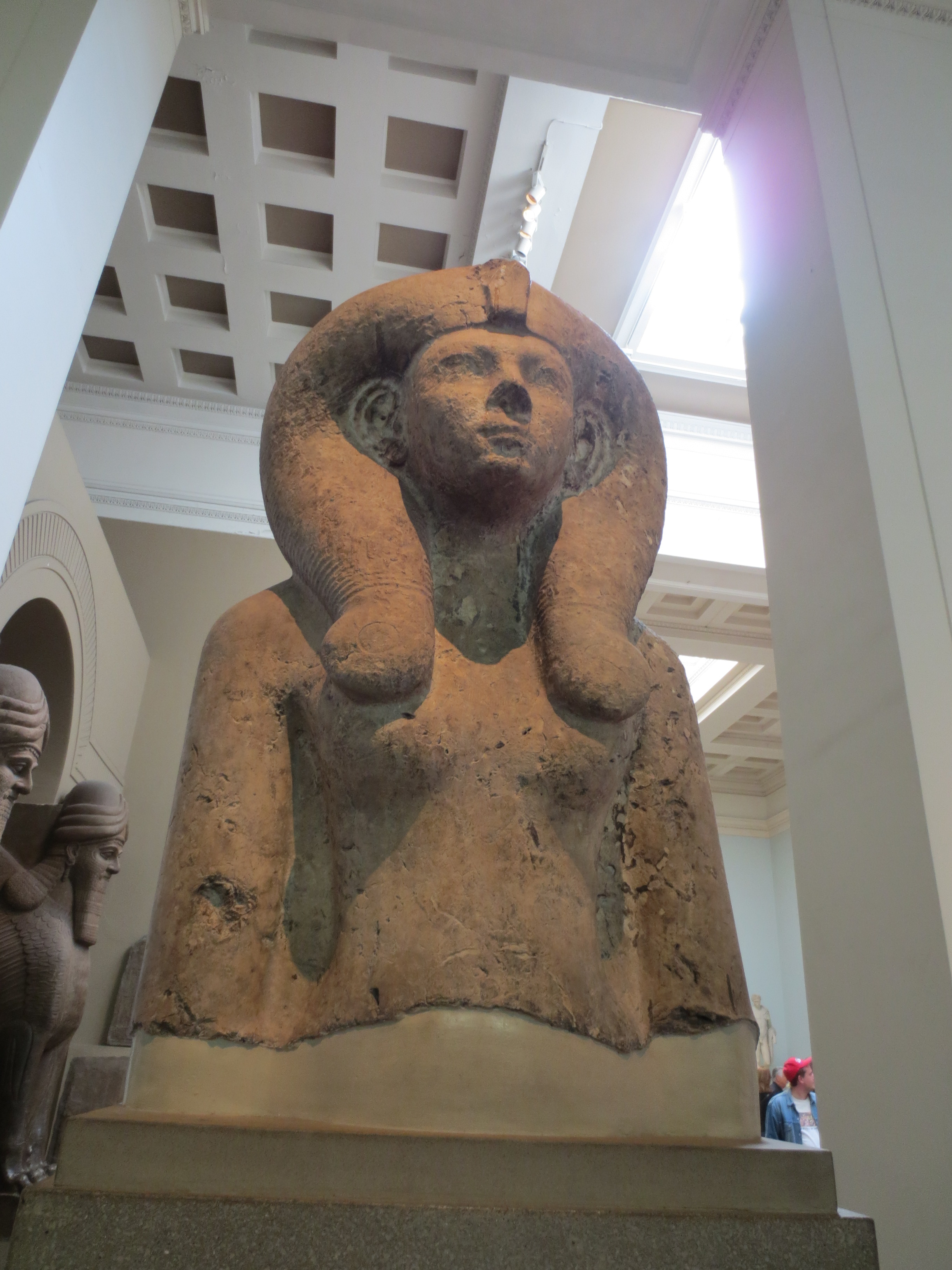
Stenen beeld van Ahmose-Meritamon